# Interleuchina 25
L'interleuchina 25 o IL-25 è una proteina della classe delle citochine facente parte del gruppo delle interleuchine. Costituita da 177 amminoacidi e scoperta nel 2001, è codificata dal gene IL25 situato sul cromosoma 14. Si tratta di una molecola comunemente coinvolta nei processi allergici, insieme ad altre interleuchine come IL-4, IL-5 e IL-13.
IL-25 si trova in molti tipi di cellule del sistema immunitario, come i linfociti T, le cellule dendritiche, i macrofagi, i mastociti, gli eosinofili, i basofili e le cellule di Paneth, è inoltre espressa dalle cellule epiteliali.
L'interleuchina 25 funge inoltre da attivatore per l'NF-κB, un complesso proteico che funge da fattore di trascrizione nell'ambito della risposta immunitaria; inoltre stimola la produzione dell'interleuchina 8 (detta anche CXCL8), la quale rappresenta la sostanza chemiotattica più potente nei riguardi dei granulociti neutrofili. Un'altra funzione di questa interleuchina è il supporto all'attività dei linfociti T helper, mediante la stimolazione della produzione di varie interleuchine pro-infiammatorie, tra cui IL-8, IL-5 e IL-13. IL-25 ha inoltre un'attività inibitoria nei confronti della produzione di interferone gamma.
Dal momento che favorisce l'azione dei linfociti T helper di tipo 2, l'interleuchina 25 svolge un ruolo immunitario in caso di infestazioni da elminti nell'intestino tenue. In particolare, ne è stato dimostrato l'effetto antielmintico in caso di infestazioni da Nippostrongylus brasiliensis, da Trichuris muris, da Trichinella spiralis (responsabile della patologia nota come trichinellosi) e da Heligmosomoides polygyrus spp. bekeri.
Sia l'interleuchina 25 che l'interleuchina 33, inoltre, hanno una potente azione attivatoria delle natural lymphoid cell di tipo 2 (o ILC2), cellule del sistema immunitario innato coinvolte nelle reazioni allergiche, nelle elmintiasi, in alcune infezioni virali e in alcuni tipi di neoplasia.